# Petham
Petham – wieś w Anglii, w hrabstwie Kent, w dystrykcie Canterbury. Leży 7 km na południowy zachód od miasta Canterbury i 88 km na wschód od centrum Londynu.
W 2001 miejscowość liczyła 673 mieszkańców.